# پارک یوچان
پارک یوچان (به کره ای:믹키유천،متولد۴ ژوئن ۱۹۸۶)،بیشتر با اسم مستعار Micky Yoochun (در کرهٔ جنوبی) و یوچون (ユチョン) در ژاپن شناخته می‌شود.وی یک خواننده،آهنگساز و ترانه سراست و گهگاهی به حرفهٔ بازیگری می‌پردازد.او یکی از اعضای گروه پسرانهٔ تی وی ایکس کیو بود - آخرین عضوی که یک ماه قبل از تشکیل،به گروه ملحق شد -،که در کره با نام دونگ بانگ شین کی و در ژاپن با عنوان توهوشینکی شناخته شده‌است.پس از تعلیق فعالیت‌های گروه،او به عضویت گروه جی وای جی درامد،این گروه در اکتبر سال ۲۰۱۰ فعالیت‌های خود را در سطح جهانی آغاز کرد.

## اوایل زندگی
یوچان در سئول به دنیا آمد و در همان شهر پرورش یافت،زمانیکه سال ششم بود،به همراه خانواده به ایالات متحده مهاجرت کرد. وی در این مدت در ایالت ویرجینیا اقامت داشت و دوران راهنمایی را در مدرسهٔ هولمز و دوران دبیرستان را در چنتیلی گذراند.و پس از جدایی والدینش،به همراه برادرش برای امرار معاش مجبور شد به سختی کار کند.وی در امتحانات ورودی بسیاری از کمپانی‌ها شرکت کرد و سرانجام در Brothers Entertainment پذیرفته شد و به کره بازگردانده شد و مجبور به ترک مادر و برادر خود در آمریکا شد و بالکل تبعیت امریکایی خود را لغو کرد (برای حفظ آن می بایست هر سال دو یا سه مرتبه به آمریکا می رفت،که با توجه به برنامهٔ کاری فشرده اش این کار امکان‌پذیر نبود).سرانجام به عضویت کمپانی اس ام درآمد و تنها به مدت شش ماه در آکادمیِ این کمپانی آموزش دید.
اسم هنریِ میکی را برگزید،زیرا آرزو داشت روزی سلاح پنهان صنعت موسیقی شود! - میکی در زبان کره‌ای به معنای سلاح مخفیست - همچنین در آمریکا نیز به این نام معروف بود.برادر کوچک ترش یوهان نام دارد که با عنوان ریکی پارک نیز شناخته می‌شود.اون نیز به تازگی وارد عرصهٔ بازیگری شده‌است.مادر و برادر وی در سال ۲۰۰۸ به کره بازگشتند و تا به امروز به همراه میکی زندگی می‌کنند.

## بازیگری
میکی به همراه بقیهٔ اعضای گروه در دو برنامهٔ تلویزیونیِ «تئاتر بانجون» و «تعطیلات» حضور داشت. 
وی همچنین با ایفای نقش در سریال ژاپنیِ «عشق زیبا ～ اگر اینجا بودی» - پخش از بی تی‌وی - آغاز موفقیت آمیزی در این حرفه داشت.وی در این سریال در نقش یانگ سو - وارث یک کمپانی ثروت مند - ظاهر شد.

در سال ۲۰۱۰،با حضور در سریال «رسوایی سونگ کیون کوان» - پخش از شبکهٔ اس‌بی‌اس - فعالیت‌های خود را در کره آغاز کرد.وی نقش لی سون جون - دانش آموزی ثروت مند و خوش قیافه - را ایفا کرد که عاشق دختری با ظاهری پسرانه می‌شود.میکی بخاطر حضور در این سریال،در جشنوارهٔ ۲۰۱۰ جوایز کی‌بی‌اس،جوایز «بهترین بازیگر تازه وارد سال»، «انتخاب مردم» و «بهترین زوج» را از آن خود کرد.همچنین در ۴۷امین جشنوارهٔ جوایز هنری پاک سانگ،جایزهٔ «بازیگر تازه وارد» و در ۶امین جشنوارهٔ جوایز سریال‌های بین‌المللی سئول،تندیس «بهترین بازیگر» را از آن خود کرد.

وی در سال ۲۰۱۱،در سریال «زن شیاد» به همراه لی دا هه،کیم سونگ وو،کانگ هه جونگ حضوری درخشان داشت.در جشنوارهٔ ۲۰۱۱ جوایز ام‌بی‌سی بخاطر عملکرد قوی در سریال زن شیاد،جایزهٔ «بهترین بازیگر تازه وارد» را از آن خود کرد.

در سال ۲۰۱۲، به همراه هان جی مین در سریال شبکهٔ اس‌بی‌اس، «شاهزادهٔ زیر شیروانی»، به ایفای نقش پرداخت. در این سریال به عنوان سومین نقش خود،در نقش لی گاک، شاهزاده‌ای از دورهٔ چوسان که پس از سفر در زمان به زمان حال قدم می گذارد، و یونگ ته یونگ حضور یافت.

این سریال از ۲۱ مارس ۲۰۱۲ به روی آنتن رفت.

یوچان جزو معدود خوانندگانی است که به بازیگری روی آورد و در هر سه شبکهٔ معروف کره - کی‌بی‌اس، ام‌بی‌سی و اس‌بی‌اس - به ایفای نقش پرداخت.

در همین سال، در چهل و هشتمین جشنوارهٔ هنری بک سانگ، برای دومین سال متوالی تندیس «محبوب‌ترین بازیگر سریال‌های تلویزیونی» را از آن خود کرد.

## موسیقی

### تی وی ایکس کیو
از سال ۲۰۰۳ تا ۲۰۰۹ عضو گروه تی وی ایکس کیو بود.در ژوئیه سال ۲۰۰۹،به همراه دو تن دیگر از اعضای گروه - کیم جه جونگ و کیم جونسو - دادخواستی علیه ناشر کره‌ای خود - کمپانی اس‌ام - ترتیب داد.پس از توقف فعالیت‌های ژاپنی توهوشینکی در اوایل سال ۲۰۱۰،یوچون به همراه جه جونگ و جونسو،در ژاپن گروه سه نفره‌ای با عنوان جی وای جی تشکیل داد (در ابتدا ججونگ/یوچون/جونسو خوانده می شدند.)

دادخواست سه عضو تا به امروز به نتیجه‌ای نرسیده‌است.

### جی وای جی
مینی آلبوم ژاپنی این گروه با عنوان «...The»،همچنین اولین دی‌وی‌دی مربوط به «کنسرت شکرگزاری در توکیو دُم»،هر دو در رتبهٔ اول جدول فروش آلبوم و دی‌وی‌دی اُریکُن جای گرفتند..

در همان ماه ناشر ژاپنی جی‌وای‌جی، اوِکس، تعلیق تمام فعالیت‌های این گروه را اعلام کرد.
آلبوم جهانی گروه با عنوان «آغاز» در اکتبر ۲۰۱۰ منتشر شد.جی وای جی بدنبال آن در ژانویهٔ ۲۰۱۱،مینی آلبوم دیگری در قالب مقالهٔ موسیقی با عنوان «اتاق آنها،"داستان ما"» منتشر کرد.اولین فول آلبوم کره‌ای گروه با عنوان «در بهشت»،در ۲۸ سپتامبر ۲۰۱۱ انتشار یافت.

از ابتدای آوریل، جی‌وای‌جی اولین تور جهانی خود را آغاز کرد. این تور در امریکای جنوبی و اروپا ( اسپانیا، آلمان، شیلی و پرو ) ادامه یافت.

### تک خوانی‌ها
میکی در آهنگ «درخشش عشق در توکیو» از مینی آلبوم «ستاره ها»ی دی‌جی ماکای حضور یافت.همچنین به همراه عضو دیگر گروه،یونهو، به عنوان رپر در آهنگ «لرزش قلب» از آلبوم سوم سوپرجونیور - «ببخشید،ببخشید» - حضوری افتخاری داشت.

برای دومین سریال خود - «زن شیاد» - ترانهٔ «جایی خالی برای تو» را اجرا کرد.این آهنگ اولین بار در قسمت نهم این سریال پخش شد و در آلبوم موزیک متن‌های سریال قرار گرفت.

### آهنگسازی
وی تواناییِ منحصر بفردی در نواختن پیانو و آهنگسازی دارد و تا قبل از شروع به کار بیش از صد آهنگ نگاشته بود.به گفتهٔ یکی از آهنگسازان،صدای بسیار رسای او یادآور خوانندگان پاپ دههٔ هشتاد است!میکی تا بحال ترانه‌ها و شعرهای فراوانی نوشته است که در آلبوم‌های کره‌ای و ژاپنی گروه قرار گرفته‌اند.

به عنوان عضوی از اس‌ام تاون،با نوشتن ترانهٔ «همیشه سبز»،در آلبوم زمستانی ۲۰۰۷ اس‌ام - «تنها عشق» - حضور داشت.وی همچنین ترانه سرایی و آهنگسازیِ «خداحافظ عشق» را برعهده داشت که در چهارمین آلبوم گروه،«میروتیک»، قرار گرفت.برای پروژهٔ تریک،متن انگلیسیِ ترانهٔ «دوست دختر من» را نوشت.

«ببوس آسمان عزیز را»،اولین آهنگ ژاپنی بود که هم ترانه سرایی و هم آهنگسازی آن برعهدهٔ میکی بود،این آهنگ به عنوان جزئی از بیست و پنجمین تک‌آهنگ ژاپنی گروه منتشر شد.

وی به همراه دو عضو دیگر گروه،یونهو و جونسو،متن رپ ترانهٔ «عشق پس از عشق» را نوشت که در دومین آلبوم گروه،«طلوع خورشید»، قرار گرفت.برای سومین آلبوم ژاپنی،«تی»، به همراه جه جونگ آهنگسازی و ترانه سرایی «همدیگر را بوسیدیم،خداحافظ» را انجام داد.در سپتامبر ۲۰۰۹،به همراه جه جونگ،آلبوم دو نفریِ خود را با عنوان «رنگ‌ها (ملودی و هارمونی)/ پناهگاه» منتشر کرد که به عنوان آهنگ تصویری سی و پنجمین سالگرد هِلو کیتی انتخاب شد.

میکی پس از جدایی گروه نیز به نویسندگی خود ادامه داد.در سال ۲۰۱۰،برای آلبوم بین‌المللی جی‌وای‌جی «آغاز»،ترانهٔ «دوستت دارم» را نوشت.در ژانویهٔ ۲۰۱۱،ترانه سرایی و آهنگسازی ترانهٔ «آهنگ بی نام،قسمت اول» را برعهده گرفت که در در مقالهٔ موسیقی جی‌وای‌جی،«اتاق آنها"داستان ما"»، قرار گرفت.همچنین بخش رپ ترانهٔ «ماموریت» را نوشت.برای اولین آلبوم کره‌ای جی‌وای‌جی،«در بهشت»، به همراه کیم جه جونگ ترانه سرایی و آهنگسازی ترانهٔ «برو بیرون» را انجام داد.این آلبوم در اواخر نوامبر ۲۰۱۱ منتشر شد.

## فیلم‌شناسی

### سریال‌های تلویزیونی
| سال # | عنوان                   | نقش                    | قسمت ها                           | زبان                            |
| ----- | ----------------------- | ---------------------- | --------------------------------- | ------------------------------- |
| ۲۰۰۵  | رنگین کمان عاشقانه      | یوچان                  | ۴ و ۶ (فصل ۶)                     | کره ای                          |
| ۲۰۰۵  | تئاتر بانجون            | دانش آموز دبیرستانی    | اولین عشق (پخش: ۲ و ۹ اکتبر)      | کره ای                          |
| ۲۰۰۵  | تئاتر بانجون            | شمشیر زن نقابدار، برده | شمشیر زن نقابدار (پخش: ۲۷ نوامبر) | کره ای                          |
| ۲۰۰۶  | تئاتر بانجون            | خودش                   | ۶ - ۱                             | کره ای                          |
| ۲۰۰۶  | تعطیلات                 | خودش                   | ۴                                 | کره ای                          |
| ۲۰۱۰  | عشق زیبا                | یونگ سو                | ۱۲ - ۱                            | کره ای، ژاپنی                   |
| ۲۰۱۰  | رسوایی سونگ‌کیون‌کوان     | لی سون جون             | ۲۰ - ۱                            | کره ای                          |
| ۲۰۱۱  | زن شیاد.خانم ریپلی      | سونگ یوهیون/ یوتاکا    | ۱۶ - ۱                            | کره ای، ژاپنی، انگلیسی٬ کانتونی |
| ۲۰۱۲  | شاهزاده زیرشیروانی      | لی گاک، یونگ ته‌یونگ    | ۲۰ - ۱                            | کره ای، انگلیسی                 |
| ۲۰۱۲  | دلم برات تنگ شده        | هان جیون وو            | ۲۱ - ۱                            | کره ای، انگلیسی . فرانسوی       |
| ۲۰۱۵  | دختری که بوها را می‌بیند | چوی مو-گاک             | ۱۶                                | کره ای                          |

### برنامهٔ رادیویی
| سال # | عنوان                     | یادداشت                                                 |
| ----- | ------------------------- | ------------------------------------------------------- |
| ۲۰۰۷  | تی وی ایکس کیو بیگ اِستِیشن | پارک و یوچان و دیگر اعضای تی وی ایکس کیو، به عنوان مجری |

## دیگر فعالیت‌ها
در سال ۲۰۰۹، فروشگاه بستنی فروشی «Timeout Gelato» را به مادر خود هدیه کرد.

در سال ۲۰۱۱،اعلام شد یوچان و جه جونگ مدیران «Bum's Story» - رستوران و باری در کانگنام - هستند.
در سال ۲۰۱۱، به عنوان مدل تبلیغاتی شرکت‌هایی چون: چای سرد «تی‌او» ، بازی ویدئویی «زِلدا» و نودل «اوتوگی» انتخاب شد.

وی همچنین به عنوان مدل و سخنگوی کافه رستوران « بلک اسمیت» فعالیت می‌کند.

یوچان به همراه بقیه اعضای جی‌وای‌جی در تبلیغات شرکت‌های مختلفی مانند : مسکن «پنزال کیو»، «اِن‌آی‌آی»، بازی‌های رایانه‌ای « نینتِندو ماریو کارت ۷» حضور دارد.

در دوم فوریهٔ ۲۰۱۲، به همراه دیگر اعضای جی‌وای‌جی به عنوان سفیر افتخاری «اجلاس امنیت هسته ای» برگزیده شد.

این اجلاس، با حضور رهبران سازمان‌های بین‌المللیِ ۵۰ کشور مختلف جهان، به مدت دو روز ( ۲۶ و ۲۷ مارس ۲۰۱۲ ) برگزار شد.

## جوایز
| سال  | جوایز                                 | بخش                                          | فعالیت                | نتیجه     |
| ---- | ------------------------------------- | -------------------------------------------- | --------------------- | --------- |
| ۲۰۰۱ | رقابت‌های خوانندگی آمریکا (ویرجینیا)   | بهترین هنرمند رقابت                          |                       | پیروز     |
| ۲۰۰۳ | رقابت‌های خوانندگی نوجوانان کی‌بی‌اس     | جایزهٔ ویژه                                   |                       | پیروز     |
| ۲۰۱۰ | جشنوارهٔ جوایز موسیقی کی‌بی‌اس           | بهترین بازیگر تازه وارد                      | رسوایی سونگ کیون کوان | پیروز     |
| ۲۰۱۰ | جشنوارهٔ جوایز موسیقی کی‌بی‌اس           | انتخاب مردم                                  | رسوایی سونگ کیون کوان | پیروز     |
| ۲۰۱۰ | جشنوارهٔ جوایز موسیقی کی‌بی‌اس           | بهترین زوج (به همراه پارک مین یونگ)          | رسوایی سونگ کیون کوان | پیروز     |
| ۲۰۱۱ | چهل و هفتمین دورهٔ جوایز بک سانگ       | بهترین بازیگر تازه وارد                      | رسوایی سونگ کیون کوان | پیروز     |
| ۲۰۱۱ | چهل و هفتمین دورهٔ جوایز بک سانگ       | جایزهٔ محبوبیت - در بخش مردان                 | رسوایی سونگ کیون کوان | پیروز     |
| ۲۰۱۱ | جشنوارهٔ جوایز سریال‌های بین‌المللی سئول | جایزهٔ محبوبیت آسیا                           | رسوایی سونگ کیون کوان | پیروز     |
| ۲۰۱۱ | جشنوارهٔ جوایز سریال‌های بین‌المللی سئول | بهترین بازیگر - در بخش سریال‌های کره‌ای برجسته | رسوایی سونگ کیون کوان | پیروز     |
| ۲۰۱۱ | جشنوارهٔ جوایز ام‌بی‌سی                  | بهترین تازه وارد                             | زن شیاد               | پیروز     |
| ۲۰۱۲ | چهل و هشتمین جوایز بک سانگ            | محبوب‌ترین بازیگر مرد                         | زن شیاد               | برنده     |
| ۲۰۱۲ | جوایز کِی-استار نیوز ۲۰۱۲              | بهترین هنرمند بازیگر - انتخاب کودکان         |                       | برنده     |
| ۲۰۱۲ | جشنوارهٔ جوایز سریال‌های بین‌المللی سئول | بهترین بازیگر - در بخش سریال‌های کره‌ای برجسته | رسوایی سونگ کیون کوان | در انتظار |
| ۲۰۱۲ | جشنوارهٔ جوایز سریال‌های بین‌المللی سئول | بهترین بازیگر - انتخاب مردم                  | رسوایی سونگ کیون کوان | در انتظار |